# Richard Burke (6e comte de Clanricard)
Pour les articles homonymes, voir Richard Burke et Burke.
Richard Burke, (mort en août 1666) est un pair irlandais et le 6e Comte de Clanricard  de 1657 à 1666

## Origine
Richard est le fils aîné de William Burke, mort le 2 février 1625 et de Joan O'Shaughnessy. Son père est lui-même le fils aîné de Ulick mac an Iarla Burke † 1601.

## Biographie
Richard Burke sert dans les forces royaliste lors des Guerres confédérées irlandaises. Il succède à sa mort à son cousin germain Ulick Burke (1er marquis de Clanricarde) mort en Angleterre mais seulement avec le titre de 3e comte de CLanricard. Les domaines des Clanricard restaurés sont lourdement endettés et de nombreux litiges sont en cours avec des créanciers. 
Richard épouse Elisabeth Butler, une des nombreuses filles de Walter Butler (11e comte d'Ormonde) qui est alors veuve d'Edmond Blanchville de Kilkenny. Le couple a deux filles, Marguerite et Marie, mais pas de fils. Il à comme successeur son frère 
William :.

## Sources
- (en) T.W Moody, F.X. Martin, F.J. Byrne A New History of Ireland , Volume IX Maps, Genealogies, Lists. A companion to Irish History part II. Oxford University Press réédition 2011  (ISBN 9780199593064).